# Malassezia globosa
Malassezia globosa är en art av jästsvampar som tillhör släktet Malassezia och som ofta återfinns som parasit i epidermis hos människor. Malassesia globosa har 4285 gener, vilket är det lägsta antalet som påträffats hos en svampart.